# Jinne-in

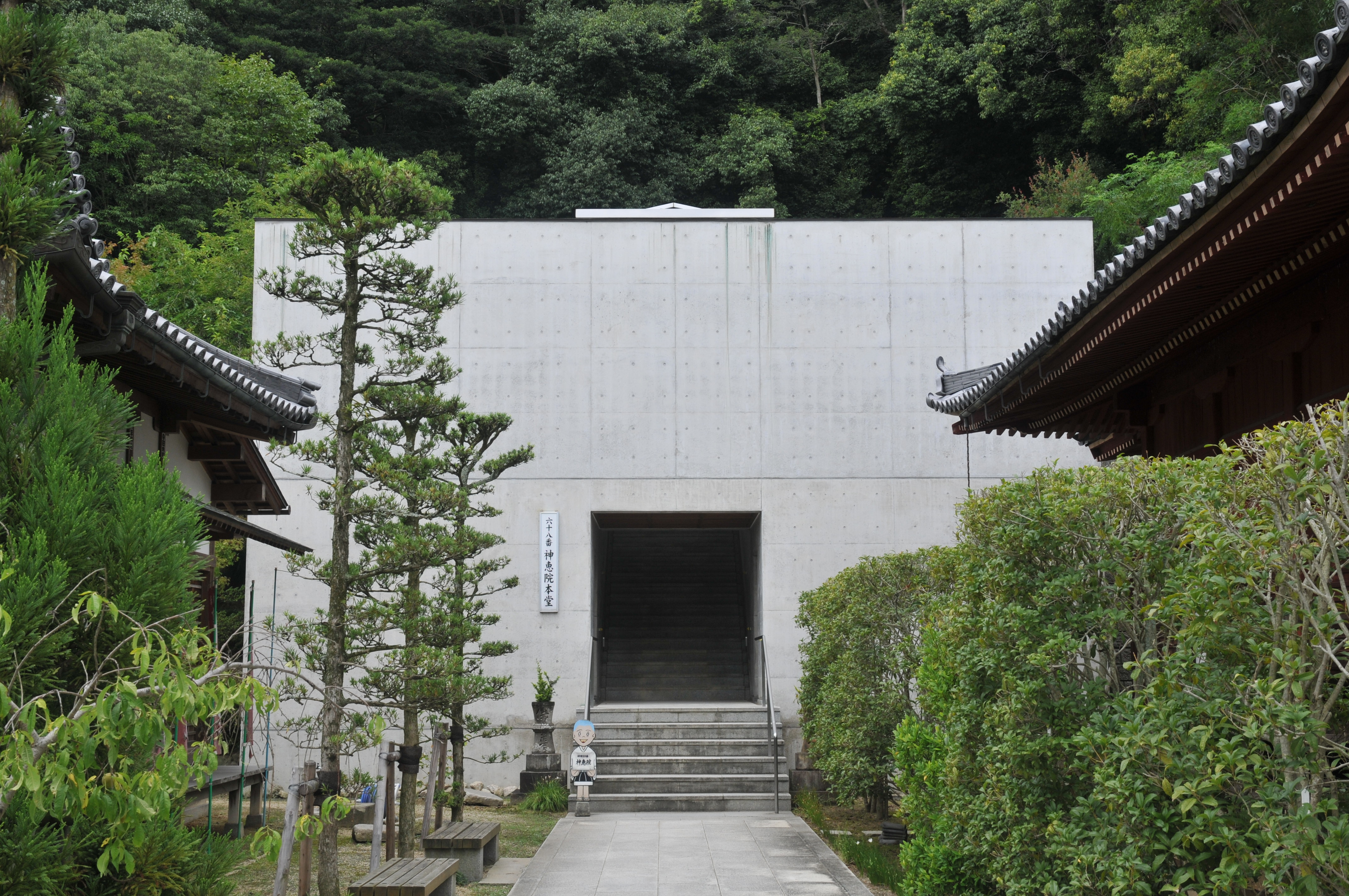
Die Haupthalle des Tempels

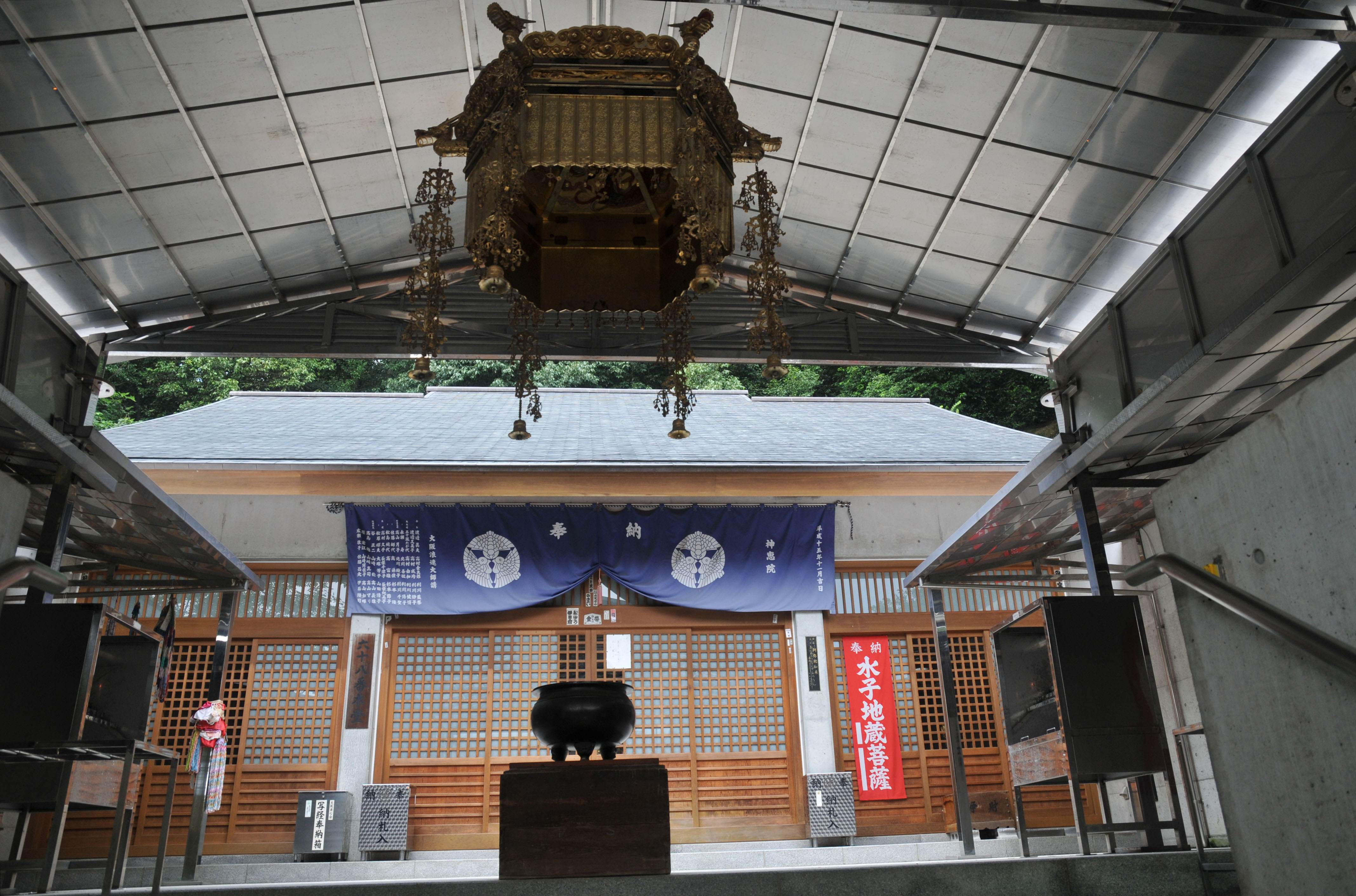
Die Haupthalle innen

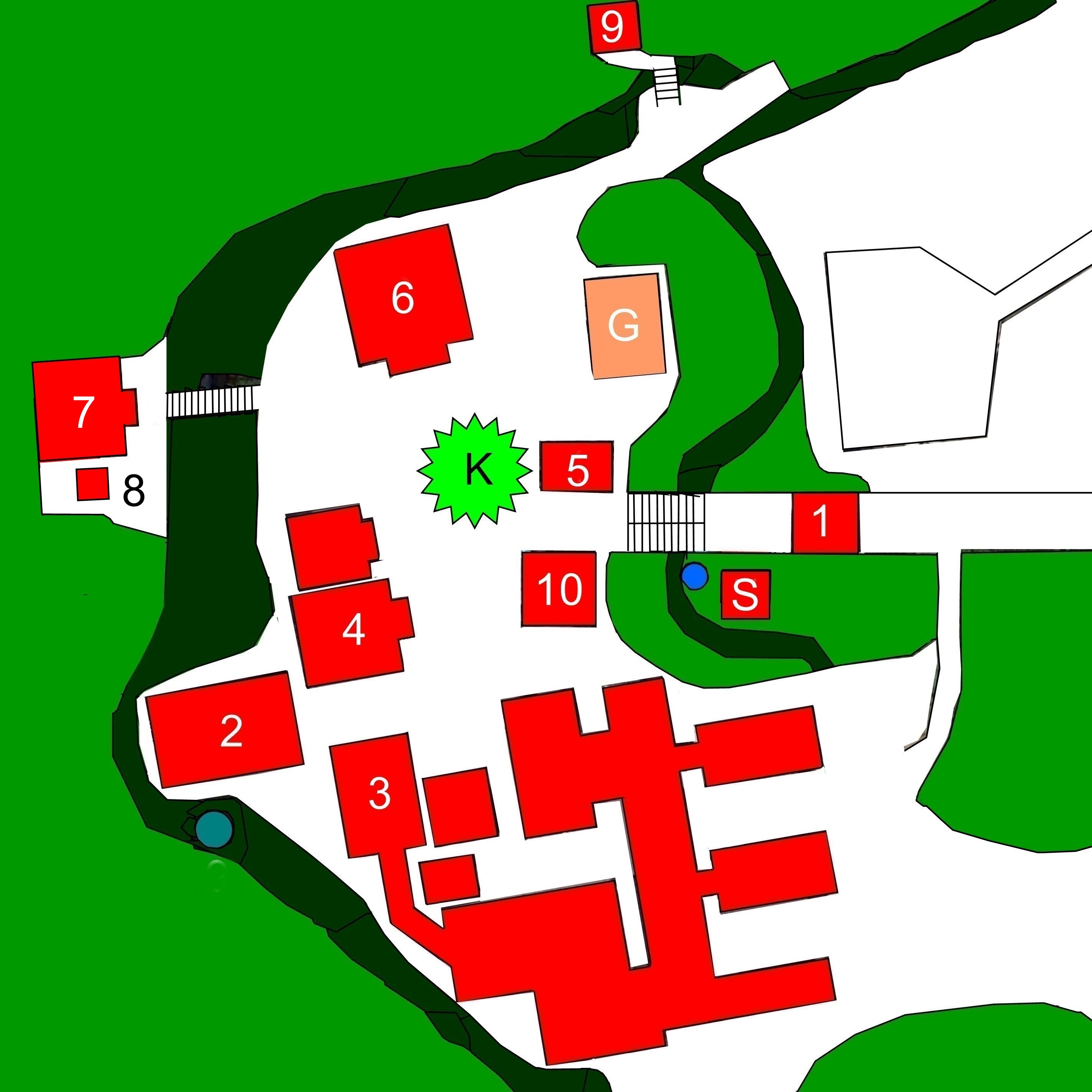
Plan des Tempels (s. Text)

Der Jinne-in (japanisch 神恵院) mit dem Go Shippōzan (七宝山) ist ein Tempel der Shingon-Richtung des Buddhismus in Kan’onji (Präfektur Kagawa). In der traditionellen Zählung ist er der 68. Tempel des Shikoku-Pilgerwegs. Er belegt mit dem Kan’on-ji, dem 69. Tempel des Shikoku-Pilgerwegs, einen gemeinsamen Tempelbereich, was ungewöhnlich ist.

## Geschichte
Zum „Kotohiki Hachimangū“ (琴弾八幡宮) genannten Schrein in der Nähe wurde im 8. Jahrhundert der Vorläufer dieser Tempelanlage unter dem Namen „Jinggūji Hōkōin“ (神宮寺宝光院) errichtet. Im Jahr 807 kam Priestern Kūkai in die Gegend, schnitzte für den Tempel aus Holz einen sitzenden Dainichi-Buddha (木造大日如来坐像), der allerdings als Kannon-Figur überliefert ist und der dem Tempel seinen Namen gab. Während der Edo-Zeit fungierte der 68. Tempel des Shikoku-Pilgerwegs auch als Nebenschrein des Kotohiki Hachimangū, der 69. blieb weiterhin der Kan’on-ji. Zu Beginn der Meiji-Zeit wurde im Rahmen der nun strengen Trennung von Buddhismus und Shintō (Shinbutsu-Bunri) hieß der 68. Kotohikiyama Jinne.

## Anlage
Man betritt die Anlage durch das Tempeltor, das hier als Niō-Tor (仁王門; 1), also ein Tor mit Raum für die beiden Tempelwächter rechts und links vom Durchgang, gestaltet ist.  Geht man geradeaus und hat man die breite Treppe bestiegen, so findet sich auf der linken, südlichen Seite der Bereich des Jinne-in. Dort steht die moderne, im Jahr 2002 aus Beton erbaute Haupthalle (金堂, Kondō; 2), daneben im Süden die Daishidō (大師堂; 3) des Jinne-in, also die Halle, die dem Tempelgründer gewidmet ist. Daneben schließt sich die Jūōdō (十王堂) an.
Geht man zurück zur Treppe, so hat man voraus und rechts, auf der nördlichen Seite, den Bereich des Kan’on-ji vor sich, beginnend mit der Halle, die dem Tempelgründer gewidmet ist, der Daishidō (4). Rechts steht der mächtige Glockenturm (鐘楼, Shōro; 5), daneben der große alte Kampferbaum (大楠, Ōkusu; K). Voraus sieht man die Haupthalle des Kanon-ji (金堂, Kondō; 6), sie ist als Wichtiges Kulturgut Japans registriert. – Höher gelegen und über Treppen zu erreichen sind die Yakushi-Halle (薬師堂; 7), die vormals als „Westliche Haupthalle“ (西金堂, Saikondō) fungierte. Dort steht unmittelbar daneben eine kleine moderne Schatzpagode, das Shinkyōden (心経殿; 8). Hinter der Haupthalle steht im Norden, über eine Treppe zu erreichen, die kleine Halle, die der Tempelgründung gewidmet ist, die Kaisandō (開山堂; 9).
Weiter sind auf dem Tempelgelände die gemeinsame Schatzkammer (宝物館, Hōmotsukan; 10), ein winziger Schrein (S), der dem Kutsuoto Tenjin (沓音天神) gewidmet ist, und die Gaststätte „Aogiri-an“ (梧桐庵; G) erwähnenswert.

## Schätze
Zu den Tempelschätzen gehört das das „Kotohiki no Miya E-Engi“ (琴弾宮絵縁起), eine Schrift, die die Entstehungsgeschichte des Kotohiki-Schreins enthält. Die Schrift ist bebildert und zeigt unter anderem den Schrein mit seinen Bauten nahe dem Berggipfel. Bemerkenswert ist auch eine aus Verbundholz gefertigte Skulptur des ins Nirwana gehenden Buddhas (木造涅槃仏像, Nehanbutsu-zō). Beides gehört zu den wichtigen Kulturgütern des Tempels.